# Brian Benben
Brian Edward Benben (Winchester, 18 de junio de 1956) es un actor estadounidense conocido por interpretar a Martin Tupper en la serie de televisión de HBO Dream On (1990-1996), una comedia paradigmática. También interpretó a un agente del FBI en la película Dark Angel o al Dr. Sheldon Wallace en el drama médico de ABC Private Practice (2008-2013). Benben está casado con Madeleine Stowe.

## Biografía
Nacido en Winchester, Virginia, el 18 de junio de 1956, es hijo de Gloria Patricia (nacida Coffman) y de Peter Michael Benben, empresario. Asistió a la escuela secundaria en Marlboro, Nueva York, para continuar dos años de estudios en Suny Ulster (Ulster County Community College) de Stone Stone, Nueva York. Tras su paso por la universidad se mudó a Nueva York y trabajó en varios empleos mientras participaba en cástines y pequeñas actuaciones.
En 1982, el actor se casó con la actriz Madeleine Stowe, con quien tuvo una hija. Vive en un rancho, en los alrededores de Fredericksburg, Texas.
En 1983 apareció en una producción de Broadway dirigida por John Byrne y titulada Slab Boys, con compañeros de reparto como Kevin Bacon, Sean Penn, Val Kilmer y Jackie Earle Haley. La obra permaneció en cartel 48 sesiones.

## Filmografía
| Año       | Título                  | Papel               | Notas                                                                 |
| --------- | ----------------------- | ------------------- | --------------------------------------------------------------------- |
| 1981      | The Gangster Chronicles | Michael Lasker      |                                                                       |
| 1986      | Kay O'Brien             | Dr. Mark Doyle      |                                                                       |
| 1990–1996 | Dream On                | Martin Tupper       | Nominado Premios CableACE por Mejor Actor de Series de Comedia (1993) |
| 1998      | The Brian Benben Show   | Brian Benben        | Coproductor                                                           |
| 2003      | Kingpin (TV series)     | Dr. Heywood Klein   |                                                                       |
| 2005      | Masters of Horror       | Dwight Faraday      | Episodio: "Deer Woman"                                                |
| 2008–2013 | Private Practice        | Dr. Sheldon Wallace |                                                                       |
| 2014      | Scandal (TV series)     | Leonard Carnahan    | Episodio: "An Innocent Man"                                           |
| 2015      | Grace and Frankie       | Charlie             | Episodio: "The Earthquake"                                            |
| 2016      | Roadies (TV series)     | Preston             |                                                                       |
| 2017–2018 | Imposters (TV series)   | Max                 |                                                                       |

| Año  | Título            | Papel                                | Notas                             |
| ---- | ----------------- | ------------------------------------ | --------------------------------- |
| 1981 | Gangster Wars     | Michael Lasker                       | Basada en The Gangster Chronicles |
| 1988 | Clean and Sober   | Martin Laux                          |                                   |
| 1989 | Mortal Sins       | Nathan Weinschank                    |                                   |
| 1990 | Dark Angel        | Agente especial Arwood 'Larry' Smith |                                   |
| 1994 | Radioland Murders | Roger Henderson                      |                                   |